# Simulium laoshanstum
Simulium laoshanstum es una especie de insecto del género Simulium, familia Simuliidae, orden Diptera.
Fue descrita científicamente por Ren, An & Kang, 1998.